# Альбіон (округ Орлеанс, Нью-Йорк )
Альбіон (англ. Albion) — місто (англ. town) в США, в окрузі Орлінс штату Нью-Йорк. Населення — 7639 осіб (2020).

## Демографія
Згідно з переписом 2010 року, у місті мешкало 8468 осіб у 2559 домогосподарствах у складі 1564 родин. Було 2800 помешкань
Расовий склад населення:
| - 76,3 % — білих - 17,6 % — чорних або афроамериканців - 0,6 % — корінних американців - 0,5 % — азіатів - 2,3 % — осіб інших рас |

До двох чи більше рас належало 2,6 %. Частка іспаномовних становила 7,4 % від усіх жителів.
За віковим діапазоном населення розподілялося таким чином: 19,4 % — особи молодші 18 років, 69,2 % — особи у віці 18—64 років, 11,4 % — особи у віці 65 років та старші. Медіана віку мешканця становила 36,7 року. На 100 осіб жіночої статі у місті припадало 99,0 чоловіків;  на 100 жінок у віці від 18 років та старших — 96,6 чоловіків також старших 18 років.
Середній дохід на одне домашнє господарство  становив 59 355 доларів США (медіана — 39 706), а середній дохід на одну сім'ю — 72 667 доларів (медіана — 41 538). Медіана доходів становила 50 515 доларів для чоловіків та 39 597 доларів для жінок. За межею бідності перебувало 25,1 % осіб, у тому числі 32,7 % дітей у віці до 18 років та 6,8 % осіб у віці 65 років та старших.
Цивільне працевлаштоване населення становило 2489 осіб. Основні галузі зайнятості: освіта, охорона здоров'я та соціальна допомога — 19,4 %, фінанси, страхування та нерухомість — 11,5 %, мистецтво, розваги та відпочинок — 10,1 %, публічна адміністрація — 10,0 %.